# Vanne solaire
Pour les articles homonymes, voir vanne (homonymie).

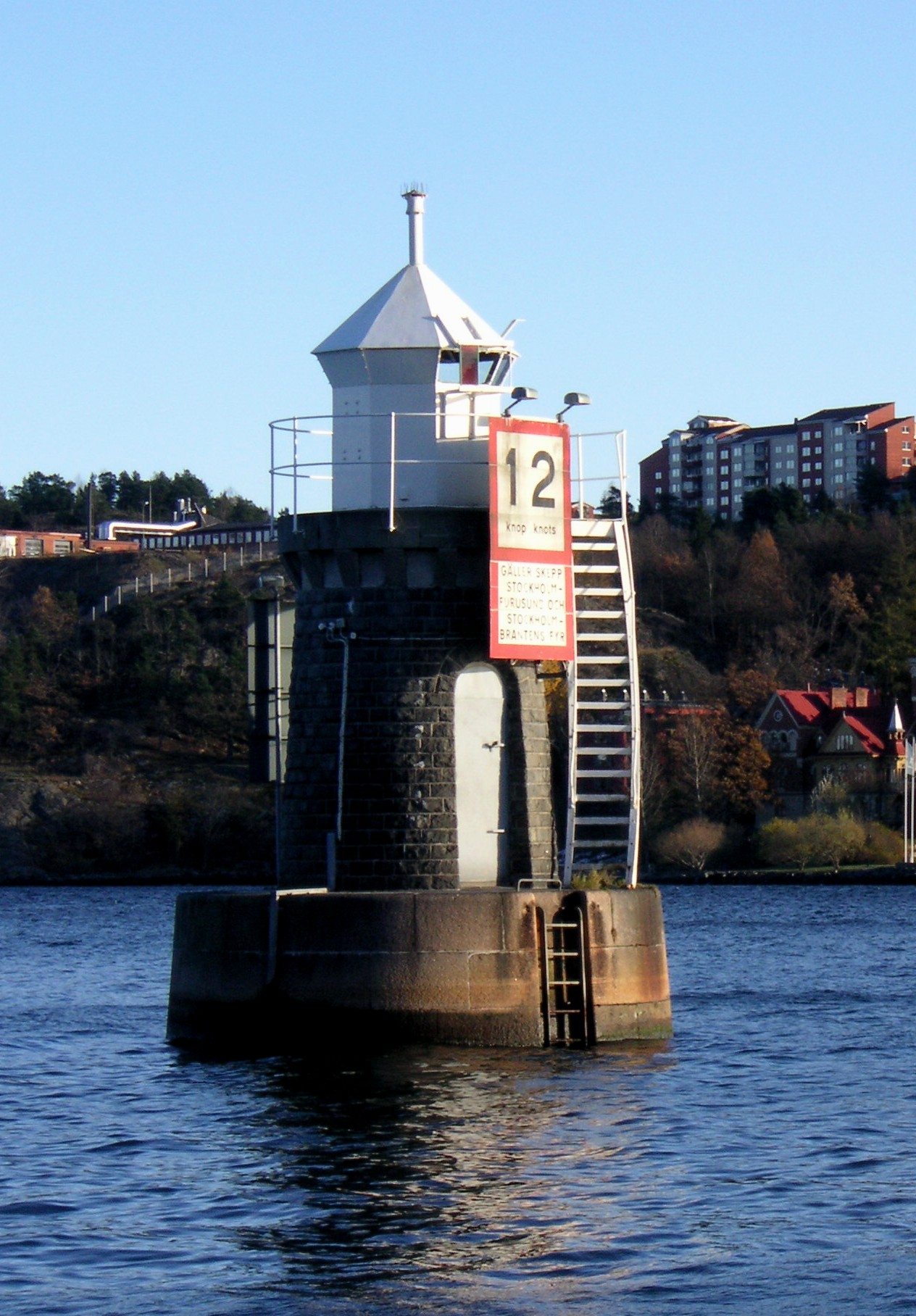
Le premier phare de Gustav Dalén à Blockhusudden dans l'entrée de Stockholm

Une vanne solaire est une vanne autorégulée par un capteur de luminosité, inventée par Gustaf Dalén au tout début du XXe siècle. Ce système, en conjonction avec d'autres appareillages automatiques, a valu à son inventeur un prix Nobel de physique en 1912.
Cette vanne a été un composant important de beaucoup de phares maritimes automatiques, permettant de réguler le flux de gaz envoyé aux brûleurs des lampes en fonction de la présence du soleil. Le système a ensuite été remplacé par l'éclairage électrique.

## Conception
La vanne fonctionne sur le principe des bilames : dans sa conception initiale, elle est composée de quatre lames en métal, dont une est noire. La lumière du jour réchauffe plus la lame noire, qui se dilate et coupe l'arrivée de gaz ; lorsque le soleil se couche, la lame noire se rétracte et le flux de gaz est rouvert.